# Вагон моделі 61-788
Вагон моделі 61-788 — лінійка пасажирських вагонів виробництва Крюківського вагонобудівного заводу.

## Технічні характеристики
- Довжина вагона по осях автозчеплень — 26 696 мм
- Ширина вагона — 3021 мм
- База вагона — 19 000 мм
- Габарит відповідно до ГОСТу:
  - кузова — 1-ВМ
  - візка — 02-ВМ
- Конструкційна швидкість — 160 км/год
- Термін служби — 30 років
- Кількість службових купе — 1 шт
- Візки — 68-7115
- Маса — 60,5 т
- Кількість місць — 63
- Кількість купе — 1[1][2]

## Експлуатація

### Україна
30 серпня 2010 року були випробування цього вагона по маршруту Київ — Львів.
Щоправда, вагон зараз[коли?] не курсує ніде.